# Komárovice
Komárovice är en ort i Tjeckien.   Den ligger i regionen Vysočina, i den centrala delen av landet, 150 km sydost om huvudstaden Prag. Komárovice ligger 534 meter över havet och antalet invånare är 114.
Terrängen runt Komárovice är lite kuperad. Runt Komárovice är det ganska tätbefolkat, med 129 invånare per kvadratkilometer. Närmaste större samhälle är Moravské Budějovice, 8,1 km öster om Komárovice. Trakten runt Komárovice består till största delen av jordbruksmark.